# Consiglio di Rumo
Consiglio di Rumo es una localidad y ex municipio italiano de la provincia de Como en la región de Lombardía, con 1.175 habitantes.
Junto con los pueblos de Gravedona y Germasino en febrero de 2011 formaron el nuevo municipio de Gravedona ed Uniti que cuenta con 4.233 habitantes.

## Evolución demográfica
| Gráfica de evolución demográfica de Consiglio di Rumo entre 1861 y 2001 |
|                                                                         |
| Fuente ISTAT - elaboración gráfica de Wikipedia                         |